# Pike Lake. Algoma
Pike Lake  är en sjö i Algoma District i provinsen Ontario i den sydöstra delen av Kanada. Pike Lake ligger 225 meter över havet. Sjön har sitt utlopp i öster och vattnet rinner till Ryan Lake. Pike Lake tillhör Blind Rivers avrinningsområde.